# Ryan Anderson
Ryan James Anderson (Sacramento, 6 de maio de 1988)  é um jogador de basquetebol profissional norte-americano que atualmente joga pelo Houston Rockets na NBA.

## Carreira

### New Jersey Nets (2008–2009)
Em 26 de junho de 2008, Anderson foi selecionado na primeira rodada do Draft da NBA de 2008 pelo New Jersey Nets como a 21ª escolha geral. Ele fez sua estreia na NBA em 29 de outubro, contra o Washington Wizards. Jogou 66 jogos durante sua primeira temporada com os Nets, obtendo médias de 7,4 pontos e 4,7 rebotes em 19,9 minutos por jogo, e ficou em 10º entre os novatos da liga na porcentagem de acerto nos arremessos de três pontos.

### Orlando Magic (2009–2012)

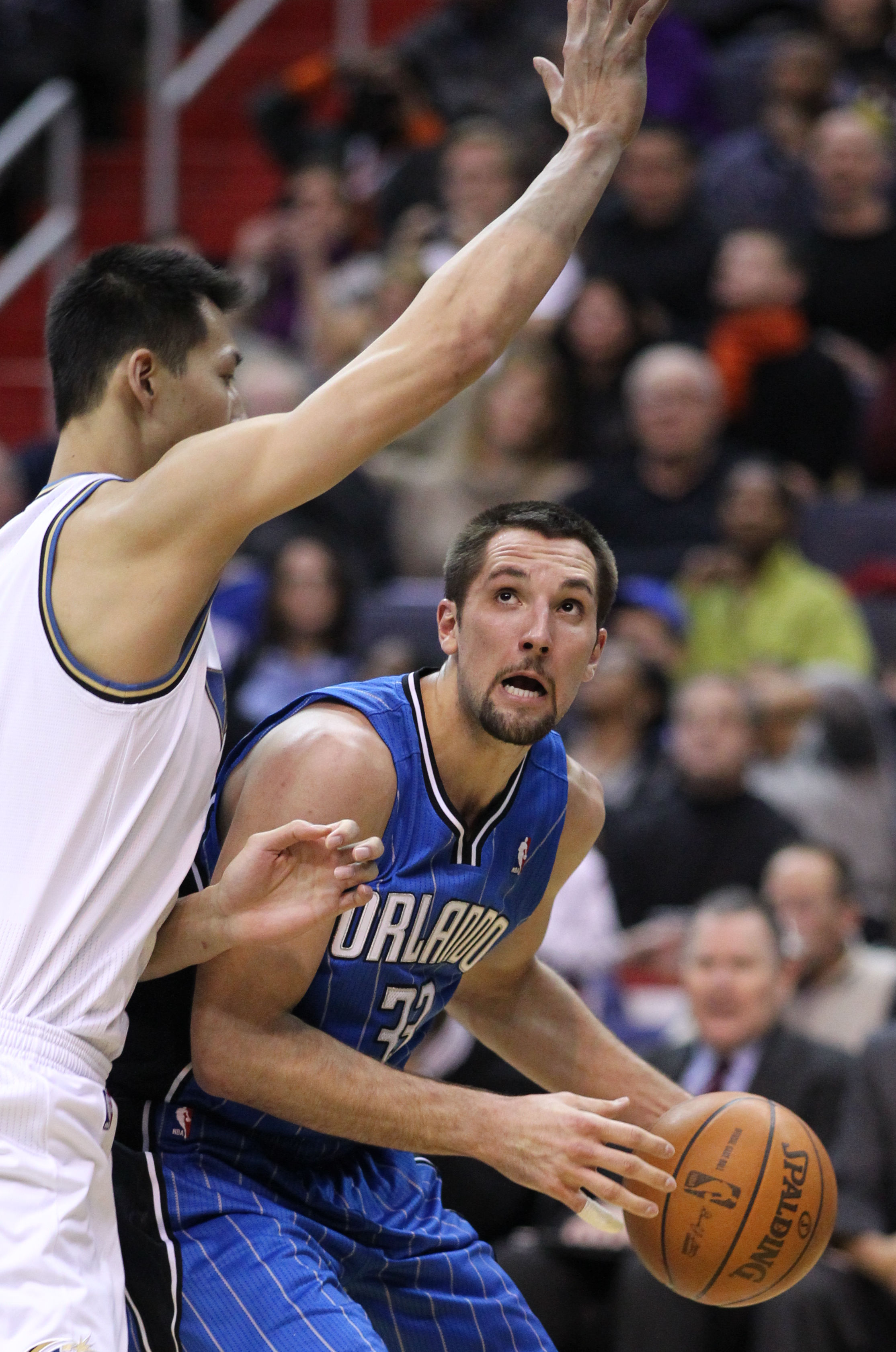
Anderson jogando pelo Orlando Magic em 2010.

Em 25 de junho de 2009, Anderson foi negociado junto com Vince Carter com o Orlando Magic, em troca de Rafer Alston, Tony Battie e Courtney Lee. Na temporada de 2009–10, ele atuou em 63 jogos, com médias de 7,7 pontos e 3,2 rebotes em 14,5 minutos por jogo. Ele iniciou seis jogos como titular durante a temporada regular e jogou em mais nove jogos de playoffs. 
Na temporada de 2010–11, Anderson jogou 64 jogos (14 como titular), com médias de 10,6 pontos e 5,5 rebotes em 22,3 minutos por jogo. Durante o mês de dezembro de 2010, ele perdeu nove jogos devido a uma entorse no pé direito.
Na temporada de 2011–12, Anderson ganhou o NBA Most Improved Player Award, dado ao jogador que mais evoluiu em relação as suas últimas temporadas, depois de ter obtido 16,1 pontos e 7,7 rebotes como médias em 61 jogos. Ele liderou as estatísticas da NBA em arremessos de três pontos convertidos e tentados, ficou em sétimo lugar na porcentagem de lances livres, empatado em 27º na porcentagem de arremessos de três pontos convertidos, ficando em 29º lugar em rebotes e 33º em pontuação.

### New Orleans Hornets/Pelicans (2012–2016)

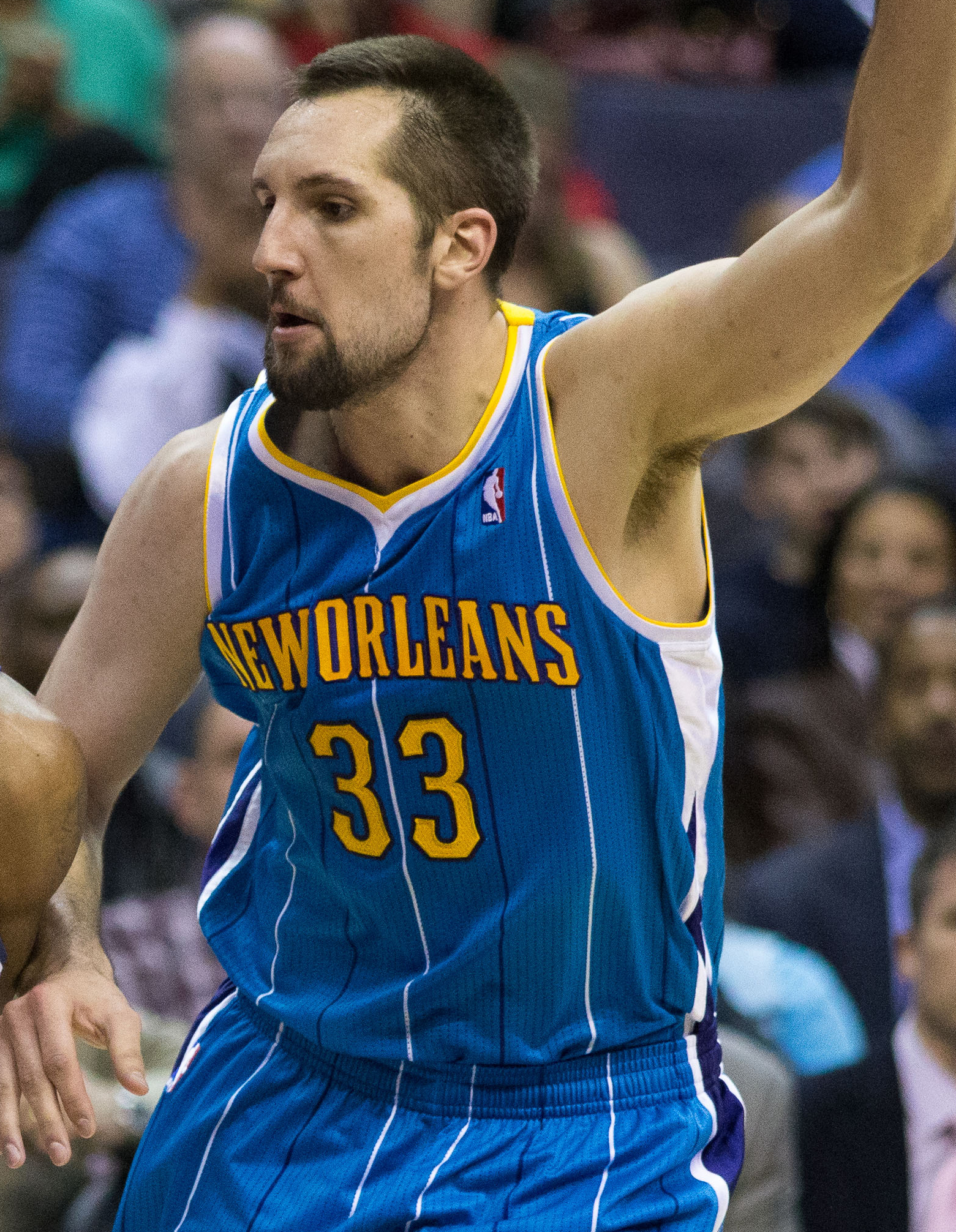
Anderson com os Hornets em março de 2013.

Em 11 de julho de 2012, Anderson foi adquirido em um acordo sign-and-trade pelo New Orleans Hornets, que enviou Gustavo Ayón para o Orlando Magic. Durante sua primeira temporada nos Hornets em 2012–13, ele jogou 81 jogos (22 como titular), com médias de 16,2 pontos, 6,4 rebotes e 1,2 assistências por jogo. Ele terminou a temporada em segundo lugar em arremessos de três pontos convertidos, com 213 arremessos certeiros em 557 tentativas (38,2%). Em abril de 2013, os Hornets mudaram seu nome para Pelicans.
Em 2 de dezembro de 2013, Anderson obteve sua pontuação mais alta na carreira, marcando 36 pontos em uma vitória com três prorrogações por 131–128 sobre o Chicago Bulls. Em 3 de janeiro de 2014, Anderson sofreu uma lesão no pescoço após colidir com Gerald Wallace na vitória dos Pelicans por 95–92 sobre o Boston Celtics. Anderson foi retirado de quadra de maca e teve que fazer uma cirurgia no pescoço, perdendo o resto da temporada. Ele jogou em apenas 22 jogos na temporada de 2013–14, com médias de 19,8 pontos e 6,5 rebotes por jogo.
Anderson voltou a jogar no jogo de abertura da temporada de 2014–15 contra o Orlando Magic, em 28 de outubro de 2014. Em 22 minutos, ele saiu do banco e registrou 22 pontos e 9 rebotes em uma vitória por 101–84. Em 22 de fevereiro de 2015, ele foi descartado por duas a quatro semanas após ser diagnosticado com uma entorse do ligamento colateral medial em seu joelho direito. Ele voltou a jogar no dia 1º de abril, ficando de fora da temporada regular, atuando somente nos quatro jogos da equipe nos playoffs.
Anderson, mesmo sendo reserva, continuou a ser um jogador com papel eficaz na equipe na temporada de 2015–16. Em 15 de janeiro de 2016, ele conseguiu, na época, sua pontuação mais alta na temporada, marcando 32 pontos com seis arremessos de três convertidos, em uma vitória por 109–107 sobre o Charlotte Hornets. Em 23 de janeiro, ele marcou 23 pontos com, novamente, seis arremessos de três convertidos, em uma vitória por 116–99 sobre o Milwaukee Bucks. Nesse jogo, os Pelicans atingiram a melhor marca da franquia, com 17 arremessos de três pontos convertidos. Em 28 de janeiro, ele atingiu sua pontuação mais alta na carreira novamente, marcando 36 pontos, sendo 30 somente no primeiro tempo, na vitória dos Pelicans por 114–105 sobre o Sacramento Kings. Começou como titular apenas em seu sétimo jogo na temporada, jogando como ala-pivô, no lugar do lesionado Anthony Davis. Os 30 pontos de Anderson no primeiro tempo marcaram um recorde da franquia. Depois de ser diagnosticado com uma hérnia esportiva no final de março, Anderson perdeu os 14 jogos finais da equipe na temporada.

### Houston Rockets (2016–presente)
Em 9 de julho de 2016, Anderson assinou com os Houston Rockets. Ele fez sua estreia em 26 de outubro, na abertura da temporada de 2016–17, registrando 14 pontos e 6 rebotes em uma derrota por 120–114 para o Los Angeles Lakers. No dia 1º de dezembro, ele marcou 29 pontos em uma vitória com duas prorrogações por 132–127 sobre o Golden State Warriors. Em 23 de dezembro, ele estabeleceu sua marca mais alta na temporada com 31 pontos em uma derrota por 115–109 para o Memphis Grizzlies.

## Estatísticas na NBA

### Temporada regular
| Ano      | Equipe      | PJ  | PT  | MPJ  | AP   | 3P   | LL   | RT  | AS  | BR | TO | PPJ  |
| -------- | ----------- | --- | --- | ---- | ---- | ---- | ---- | --- | --- | -- | -- | ---- |
| 2008–09  | New Jersey  | 66  | 30  | 19.9 | .393 | .365 | .845 | 4.7 | .8  | .7 | .3 | 7.4  |
| 2009–10  | Orlando     | 63  | 6   | 14.5 | .436 | .370 | .866 | 3.2 | .6  | .4 | .2 | 7.7  |
| 2010–11  | Orlando     | 64  | 14  | 22.1 | .430 | .393 | .812 | 5.5 | .8  | .5 | .6 | 10.6 |
| 2011–12  | Orlando     | 61  | 61  | 32.2 | .439 | .393 | .877 | 7.7 | .9  | .8 | .4 | 16.1 |
| 2012–13  | New Orleans | 81  | 22  | 30.9 | .423 | .382 | .844 | 6.4 | 1.2 | .5 | .4 | 16.2 |
| 2013–14  | New Orleans | 22  | 14  | 36.1 | .438 | .409 | .952 | 6.5 | .8  | .5 | .3 | 19.8 |
| 2014–15  | New Orleans | 61  | 5   | 27.5 | .399 | .340 | .854 | 4.8 | .9  | .5 | .3 | 13.7 |
| 2015–16  | New Orleans | 66  | 7   | 30.4 | .427 | .366 | .873 | 6.0 | 1.1 | .6 | .4 | 17.0 |
| 2016–17  | Houston     | 72  | 72  | 29.4 | .419 | .404 | .860 | 4.6 | .9  | .4 | .2 | 13.6 |
| Carreira |             | 556 | 231 | 26.5 | .423 | .381 | .861 | 5.4 | .9  | .5 | .4 | 13.2 |

### Playoffs
| Ano      | Equipe      | PJ | PT | MPJ  | AP   | 3P   | LL    | RT  | AS  | BR | TO | PPJ  |
| -------- | ----------- | -- | -- | ---- | ---- | ---- | ----- | --- | --- | -- | -- | ---- |
| 2010     | Orlando     | 9  | 0  | 9.9  | .310 | .286 | 1.000 | 3.5 | .3  | .2 | .2 | 2.6  |
| 2011     | Orlando     | 6  | 0  | 24.5 | .267 | .300 | 1.000 | 4.5 | .5  | .8 | .2 | 4.7  |
| 2012     | Orlando     | 5  | 5  | 34.4 | .341 | .400 | .857  | 4.6 | .8  | .6 | .4 | 9.6  |
| 2015     | New Orleans | 4  | 0  | 23.8 | .444 | .417 | 1.000 | 4.3 | 2.3 | .0 | .5 | 10.8 |
| Carreira |             | 24 | 5  | 21.0 | .345 | .355 | .950  | 4.1 | .8  | .4 | .3 | 5.9  |

## Prêmios e homenagens
- NBA Most Improved Player Award: 2011–12